# 戈尔 (上维埃纳省)
戈尔（法語：Gorre，法語發音：[ɡɔʁ]）是法国新阿基坦大区上维埃纳省的一个市镇，属于罗什舒阿尔区。

## 地理
戈尔（45°44'26"N, 0°58'59"E）面积16.17 平方千米，位于法国新阿基坦大区上维埃纳省，该省份为法国中西部省份，北起顺时针与安德尔省、克勒兹省、科雷兹省、多爾多涅省、夏朗德省和维埃纳省接壤。
与戈尔接壤的市镇（或旧市镇、城区）包括：塞雷亚克、尚萨克、帕雅斯、戈尔河畔圣洛朗。

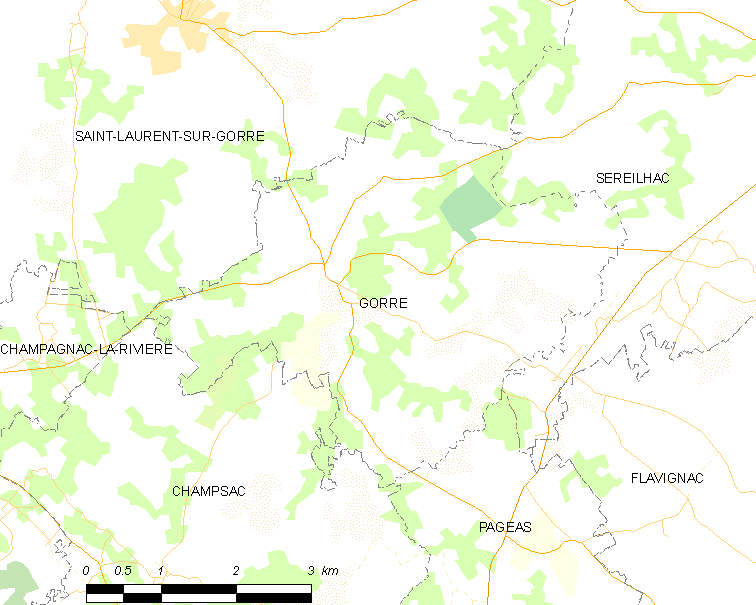
的OSM定位图

戈尔的时区为UTC+01:00、UTC+02:00（夏令时）。

## 行政
戈尔的邮政编码为87310，INSEE市镇编码为87073。

## 政治
戈尔所属的省级选区为罗什舒阿尔县。

## 人口

1962-2008年间人口变化图示

戈尔于2022年1月1日时的人口数量为388人。